# Olivada
L’olivada est une ancienne recette catalane et occitane. C'est une purée épaisse à base d'olives pilées et d'huile d'olive qui s'utilise pour tartiner, éventuellement, du pain grillé.

## Description

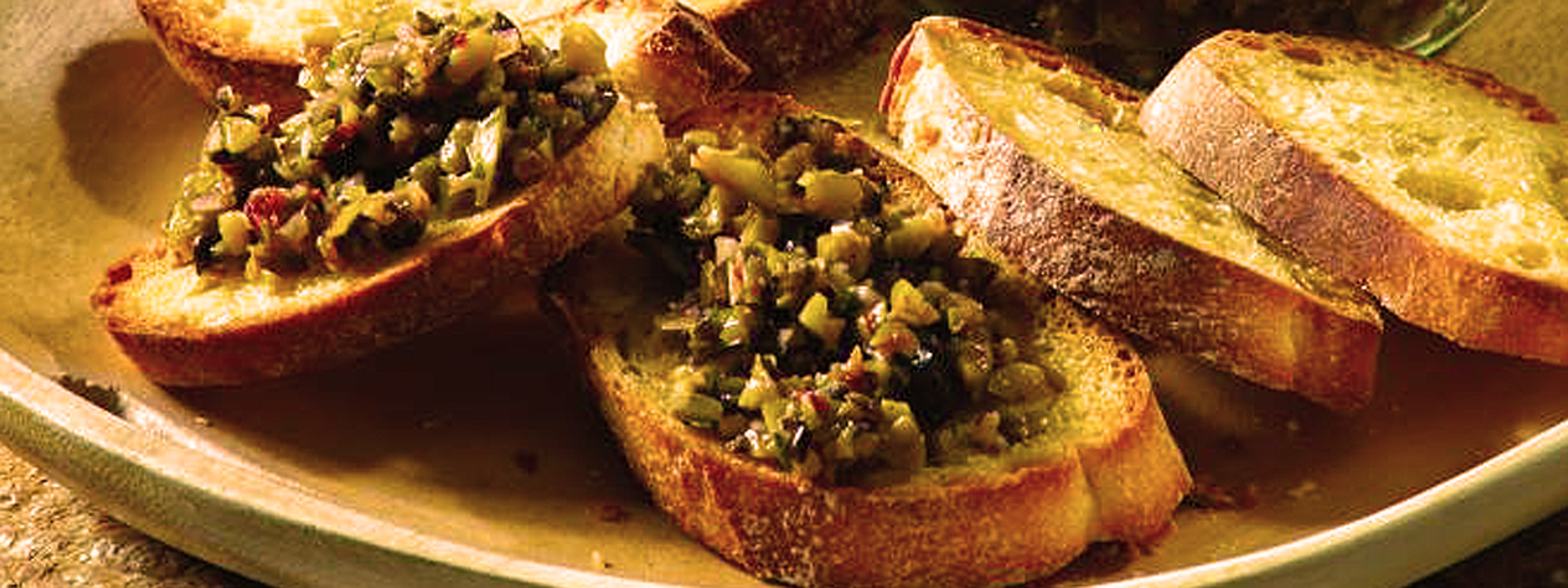
Olivada à base d'arbequines et tartines grillées.

Cette pommade à la texture épaisse se sert aussi mélangée avec de l'huile d'olive pour assaisonner salades, pommes de terre et autres légumes ou viandes et poissons grillés.
Normalement, on fait cette purée avec des olives arbequines, vertes et très petites.

## Variantes
Des variantes de cette préparation se trouvent partout en Méditerranée, avec ou sans anchois, avec ou sans gousses d'ail, câpres ou autres ingrédients. Un exemple de recette cousine est la tapenade occitane.
Le chef Josep Mercader (ca), cuisinier de l'Hôtel Ampurdán de Figueras, a appelé gorum, une préparation similaire, nom probablement inspiré par le garum, une préparation de l'époque romaine. En France, le mot Olivade est une marque commerciale enregistrée.

## Accord mets et vins
Avec ce mets, réalisé à base d'olives vertes, un grand vin blanc s'impose, tel que  le xérès fino, le porto, le châteauneuf-du-pape ou à défaut un coteaux-du-languedoc.